# 5530 Eisinga
5530 Eisinga este un asteroid din centura principală de asteroizi.

## Descriere
5530 Eisinga este un asteroid din centura principală de asteroizi. A fost descoperit pe 24 septembrie 1960 la Observatorul Palomar de Cornelis Johannes van Houten, Ingrid van Houten-Groeneveld și Tom Gehrels. Asteroidul prezintă o orbită caracterizată de o semiaxă mare de 2,29 ua, o excentricitate de 0,15 și o înclinație de 7,8° în raport cu ecliptica.